# Boll (Familienname)
Boll ist ein deutscher Familienname.

## Namensträger
- André Boll (1896–1983), französischer Architekt und Autor
- Andreas Boll (* 1976), deutscher Fußballspieler
- Antonín Boll (1721–1792), tschechischer Philosoph
- Bernd Boll (* 1951), deutscher Historiker
- Bernhard Boll (Erzbischof) (1756–1836), deutscher Geistlicher, Erzbischof von Freiburg
- Bernhard Boll (Verleger, 1837) (* 1837, † ), deutscher Verleger (Solinger Tageblatt)
- Bernhard Boll (Verleger, 1880) (1880–1956), deutscher Verleger (Solinger Tageblatt)
- Bernhard Boll (Verleger, 1913) (1913–1968), deutscher Verleger (Solinger Tageblatt)
- Bernhard Boll (Verleger, 1946) (* 1946), deutscher Verleger
- David Boll (* 1953), US-amerikanischer Radrennfahrer
- Dirk Boll (* 1970), deutscher Kunsthändler
- Ernst Boll (1817–1868), deutscher Naturforscher und Historiker
- Fabian Boll (* 1979), deutscher Fußballspieler
- Franz Boll (Historiker) (1805–1875), deutscher Theologe und Historiker
- Franz Boll (Mediziner) (1849–1879), deutscher Mediziner
- Franz Boll (Philologe) (1867–1924), deutscher Klassischer Philologe
- Franz Christian Boll (1776–1818), deutscher Theologe
- Friedhelm Boll (* 1945), deutscher Zeithistoriker
- Hans Boll (1923–2016), deutscher Komponist
- Heinz Boll (1915–nach 1955), deutscher Turner
- Ilka Boll (1923–1985), deutsch-polnische Dramaturgin, Übersetzerin und Regisseurin
- Jared Boll (* 1986), US-amerikanischer Eishockeyspieler
- Johann Friedrich Boll (1801–1869), Schweizer Pfarrer
- Karl Boll (1898–1991), deutscher Theologe
- Katharina Boll-Dornberger (1909–1981), österreichisch-deutsche Physikerin
- Kuno Boll (1922–2008), deutscher Bauingenieur
- Madeleine Boll (* 1953), Schweizer Fußballspielerin
- Marcel Boll (1886–1958), französischer Physiker, Chemiker und Hochschullehrer
- Moritz Boll (* 1994), deutscher Filmregisseur
- Otto Boll (1920–2013), deutscher Politiker
- Otto Boll (Künstler) (* 1952), deutscher Bildhauer
- Patrick G. Boll (* 1987), deutscher Schauspieler
- Paul Boll (* 1986), deutscher Eiskunstläufer
- Reinholdt Boll (1825–1897), norwegischer Maler
- Rodney Boll (1952–2021), kanadischer Sportschütze
- Timo Boll (* 1981), deutscher Tischtennisspieler
- Uli Boll (* 1962), deutscher Skispringer
- Uwe Boll (* 1965), deutscher Regisseur und Filmproduzent
- Walter Boll (1900–1985), deutscher Kunsthistoriker und Museumsdirektor in Regensburg